# Parque nacional Badgingarra
Badgingarra es un parque nacional de Australia Occidental (Australia), se encuentra a 190 km al norte de Perth fuera de las autopistas adyacentes a la ciudad de Badgingarra, Australia Occidental.
El parque tiene 13.108 hectáreas. En la zona las características alturas que dominan el país, están separadas por ondulantes planicies de arena. El parque es famoso por su increíble diversidad de flores silvestres endémicas.
El área se compone sobre todo de monte bajo con especies vegetales como Eucalyptus macrocarpa, Conospermum, Banksia, Verticordia, Anigozanthos y la rara Badgingarra Mallee que se encuentran en toda la zona. La zona se ve amenazada por la propagación de muerte regresiva.
Muchos animales como los canguros grises occidentales, emús, avutardas y el águila audaz, también habitan en la zona.